# 格連吉克灣

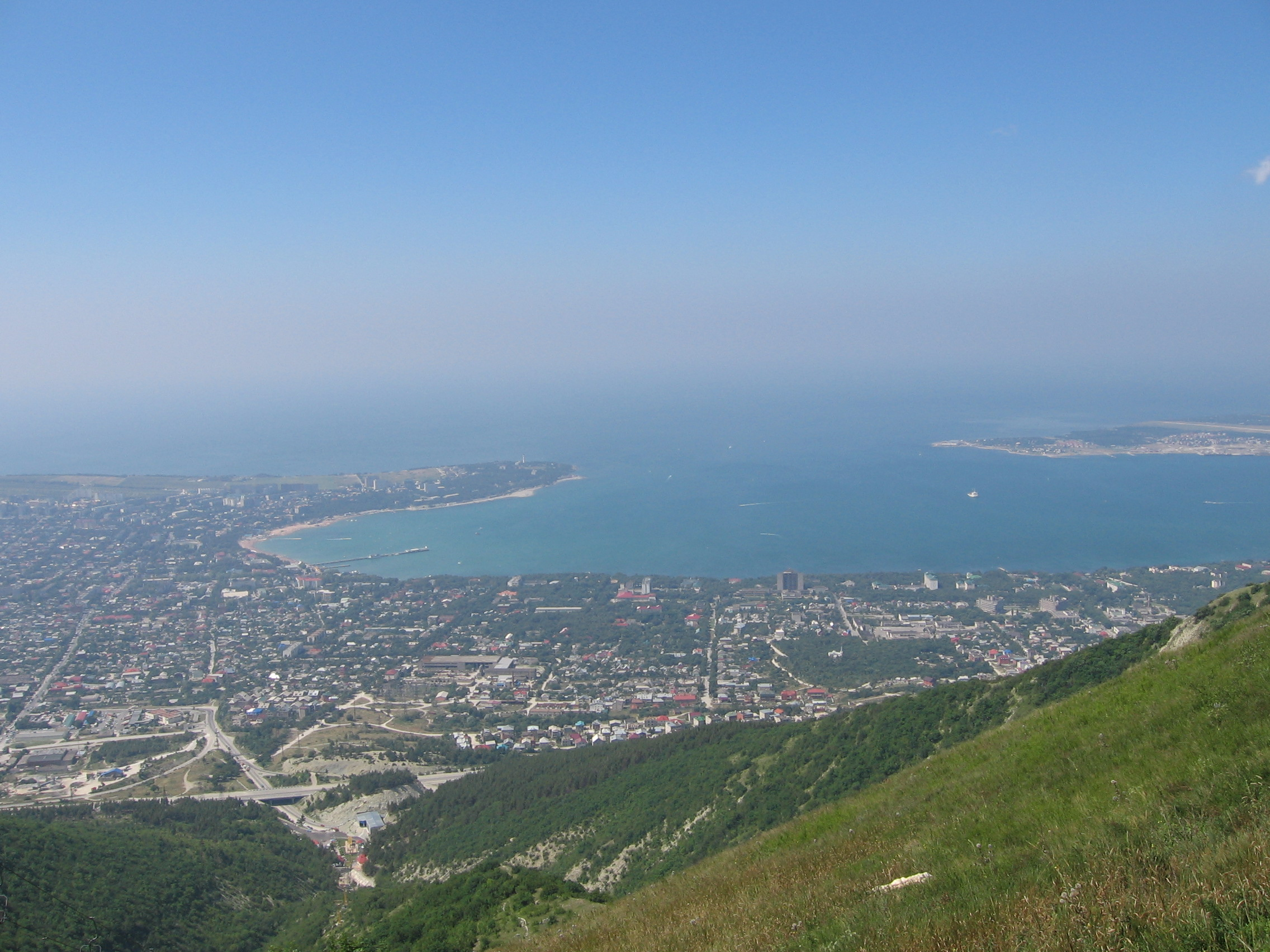
格連吉克灣

格連吉克灣（Геленджикская бухта）是俄羅斯克拉斯諾達爾邊疆區的海灣，位於采梅斯灣東南面的黑海海岸，城市格連吉克位於海灣附近。格連吉克灣全年不結冰，最大水深11米，海岸線全長12公里，其中三分之二是自然和人造沙灘，吸引眾多遊客前往度假。
44°34′06″N 38°02′58″E / 44.56833°N 38.04944°E